# Gonzalo Javier Piñeiro
Gonzalo Javier Piñeiro García-Lago, más conocido como Gonzalo Piñeiro (Santander, 26 de junio de 1954), es un político español. Fue alcalde de Santander (Cantabria) entre los años 1995 y 2007.

## Biografía
Nació en Santander el 26 de junio de 1954. Como miembro del Partido Popular de Cantabria, ejerció el cargo de diputado del Parlamento de Cantabria durante las legislaturas II (1987-1991), III (1991-1995), IV (1995-1999), V (1999-2003) y VI (2003-2004). Durante la II Legislatura fue consejero de Industria, Turismo, Transportes y Comunicaciones del Gobierno de Cantabria, así como portavoz parlamentario del Partido Popular en Cantabria. Durante esa misma legislatura, fue concejal en el Ayuntamiento de Santander.
En el año 1995 fue elegido presidente del Partido Popular en Cantabria, cargo que ocupó hasta el año 2002. En 1999 la revista Interviú publicó un artículo relacionado con varios alcalde, incluido él, pero no le hizo mella, a pesar de los rumores sobre el secuestro de la publicación. El mismo año que comenzaba su andadura como Presidente del PP cántabro, se presentó como número uno por el Partido Popular a las elecciones municipales de la capital cántabra. Ganó por mayoría absoluta, al igual que en las siguientes elecciones de 1999 y 2003. En junio de 2007 le cedió el testigo de la alcaldía a su sucesor, el también popular Íñigo de la Serna.
El 14 de marzo de 2004 es elegido senador por Cantabria, encabezando las listas en las elecciones del 9 de marzo de 2008 y el 20 de noviembre de 2011 saliendo nuevamente reelegido.